# Los tártaros
Los tártaros (Título original: I Tartari) es una coproducción cinematográfica internacional entre Italia y Yugoslavia de 1961 dirigida por Richard Thorpe y protagonizada por Victor Mature y Orson Welles.

## Argumento
En lo que ahora es Rusia, un asentamiento de vikingos vive en paz tanto con los tártaros como con los eslavos. Todo va bien hasta que Togrul (Folco Lulli), un jefe tártaro busca la ayuda de Oleg (Victor Mature), el jefe de los vikingos, para la guerra contra los eslavos en un ataque sorpresa. Oleg se niega y el grupo lucha y termina con Oleg matando a Togrul y secuestrando a la hija de Togrul, Samia (Bella Cortez) como rehén.
El hermano de Togrul, Burundai (Orson Welles), está furioso y desea que el asentamiento vikingo se queme hasta los cimientos. Su sumo sacerdote, Ciu Lang (Arnoldo Foà), le recuerda a Burundai que Samia está prometida al líder de los tártaros como su esposa; su seguridad y regreso tienen mayor prioridad que la venganza de Burundai. Burundai tiene la oportunidad de recuperar a Samia cuando un barco vikingo es atacado, lo que resulta en la captura de la esposa de Oleg, Helga (Liana Orfei) y sus doncellas. Burundai inicialmente promete tratar bien a Helga como un intercambio por Samia, pero tortura a las doncellas de Helga para descubrir la fuerza de los vikingos. También viola a Helga y se la da a sus hombres para su mayor placer antes de cambiarla por Samia. Mientras tanto, Samia se ha enamorado del hermano de Oleg, Eric (Luciano Marin).
Cuando Oleg viene a hacer el intercambio y Ciu Lang lleva a Helga a las almenas de la fortaleza tártara, ella salta al ver a Oleg abajo y resulta fatalmente herida. Él la lleva a ella y a Samia de regreso al asentamiento vikingo, donde Helga le pide que la bese y muere. Oleg, afligido por el dolor, está listo para matar a Samia, pero Eric revela que está embarazada de él y exige casarse con ella. Oleg hace que los ancianos de la tribu los juzguen por sus vidas. Mientras tanto, Ciu Lang aconseja a Burundai que recupere a Samia en paz, pero tiene sueños megalómanos de conquistar todo el Oeste, y mata al sacerdote y se dirige a liderar a los tártaros para acabar con los vikingos.
En el juicio de Eric y Samia, los ancianos dividieron sus votos equitativamente entre la absolución y la muerte, dejando que Oleg emitiera el voto decisivo. Justo cuando está a punto de hacerlo, llega la noticia de que Burundai está atacando. Le dice a Eric que se gane la segunda oportunidad que esto le da, organiza a las mujeres y los niños para que huyan a los vikingos en las montañas, y él y Eric lideran la defensa del asentamiento por parte de los hombres. Los tártaros los superan en número y abruman las defensas; Oleg le dice a Eric que se lleve a Samia y se vaya, y Eric la rescata de los soldados tártaros y la lleva a un drakkar. Oleg pelea con Burundai, lo arroja al agua y lo ahoga; mientras saluda a Eric y Samia a bordo de su barco, una lanza tártara lo golpea y lo mata. El drakkar se aleja mientras el asentamiento arde.

## Reparto
- Victor Mature - Oleg
- Orson Welles - Burundai
- Liana Orfei - Helga
- Arnoldo Foà - Ciu Lang
- Luciano Marin - Eric
- Bella Cortez - Samia
- Furio Meniconi - Sigrun
- Folco Lulli - Togrul